# Heuilley-sur-Saône
Heuilley-sur-Saône is een gemeente in het Franse departement Côte-d'Or (regio Bourgogne-Franche-Comté) en telt 296 inwoners (1999). De plaats maakt deel uit van het arrondissement Dijon.

## Geografie
De oppervlakte van Heuilley-sur-Saône bedraagt 9,9 km², de bevolkingsdichtheid is 29,9 inwoners per km².
De Ognon voegt zich hier bij de Saône.
De onderstaande kaart toont de ligging van Heuilley-sur-Saône met de belangrijkste infrastructuur en aangrenzende gemeenten.

## Demografie
Onderstaande figuur toont het verloop van het inwonertal (bron: INSEE-tellingen).